# Pierre Patel

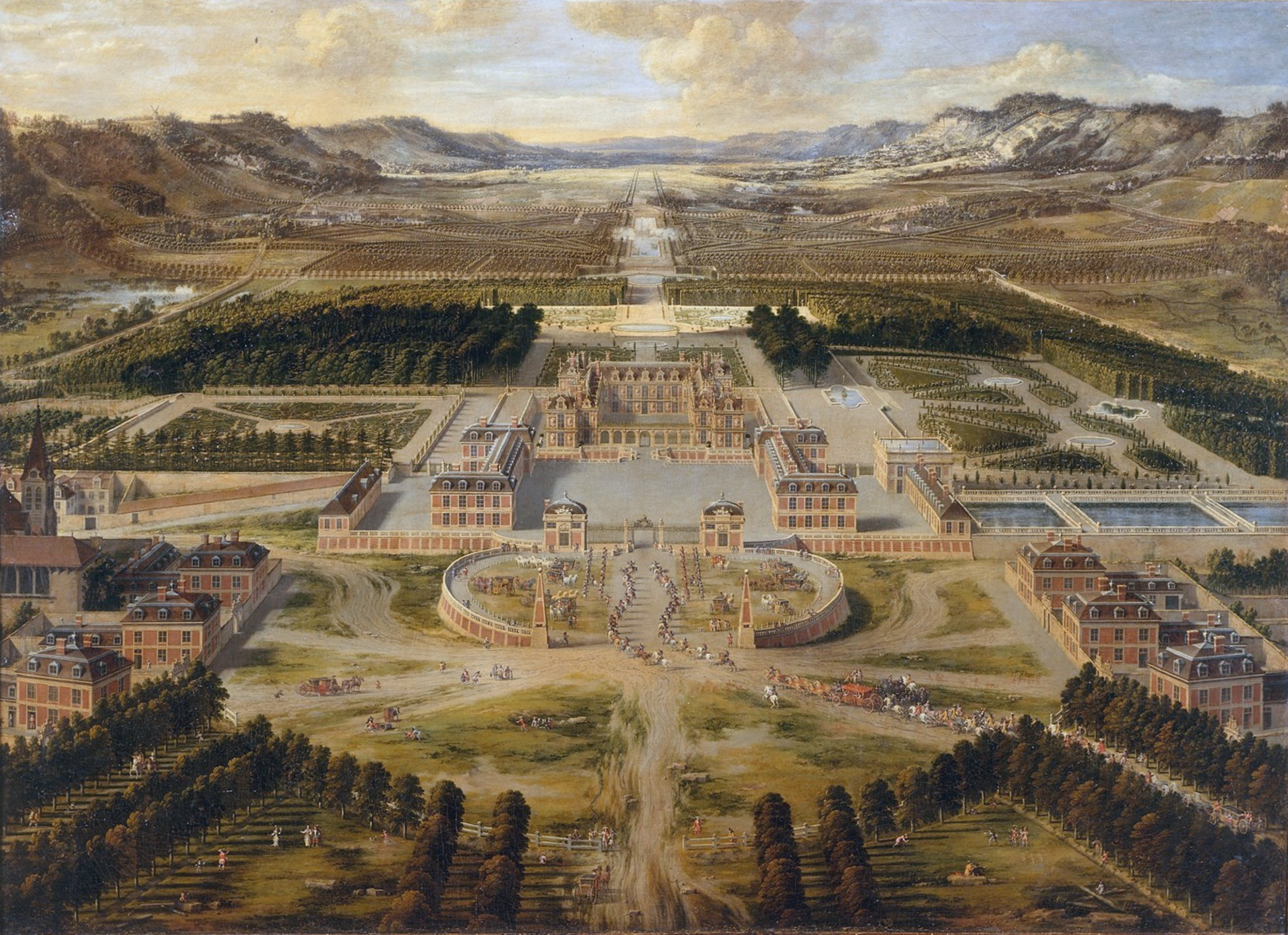
Pierre Patel, Schlossanlage von Versailles, 1668

Pierre Patel (* 1605 in der Picardie; † 5. August 1676) war ein französischer Maler.
Patel wurde in der Picardie geboren und wurde 1633 in die Gilde Saint-Germain-des-Prés und 1635 in die Académie de Saint-Luc aufgenommen. In erster Linie malte er imaginierte Ruinen-Landschaften. Er lehnte sich bezüglich seines italianisierenden Stiles an die Werke von Claude Lorrain an, die er in Paris gesehen hatte. Man nimmt aber an, dass er nie in Italien war. Im Jahre 1648 bekam er einen Sohn Pierre-Antoine Patel, der ebenfalls ein erfolgreicher Maler wurde und viele Werke schuf. Patel starb in Paris im Jahre 1676.